# Greta oto
Greta oto är en fjärilsart som beskrevs av William Chapman Hewitson 1854. Greta oto ingår i släktet Greta och familjen praktfjärilar. Inga underarter finns listade i Catalogue of Life.

## Bildgalleri

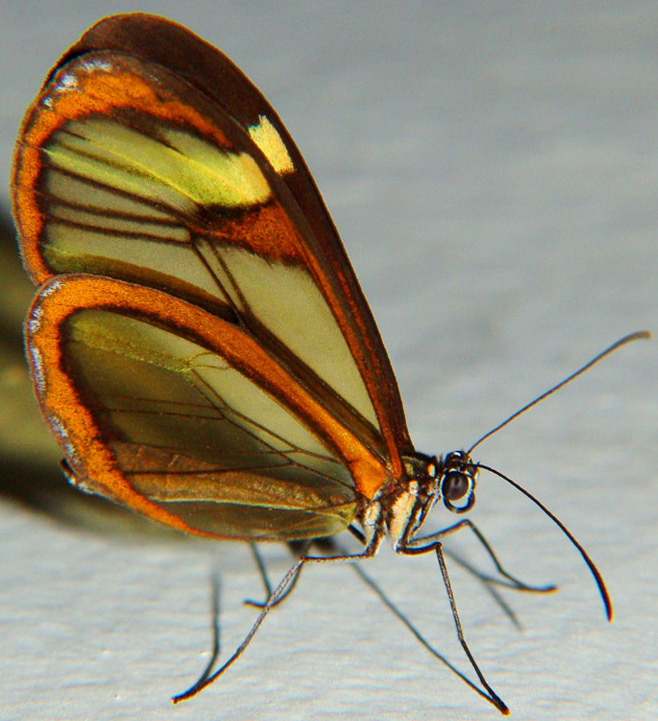
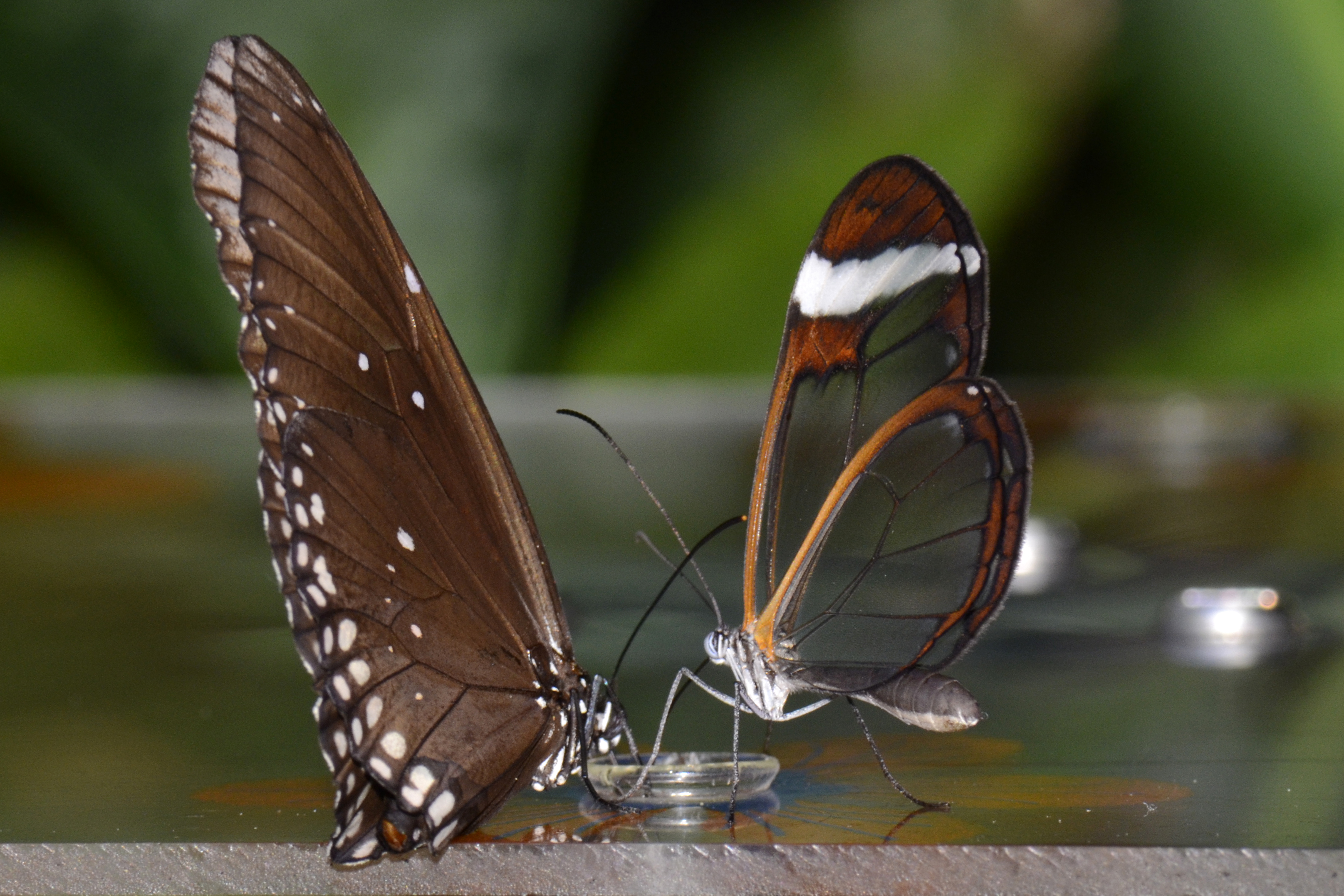
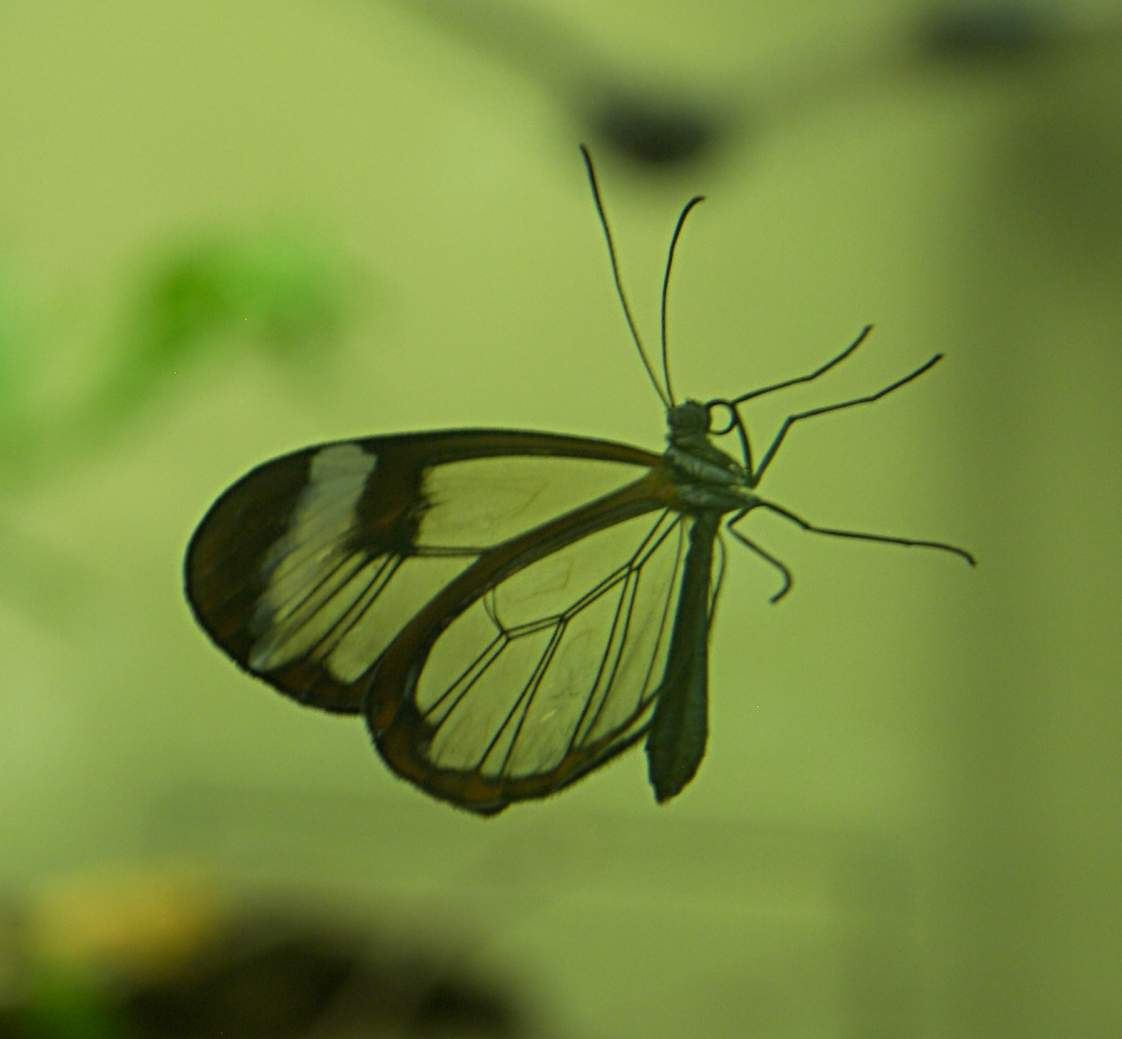
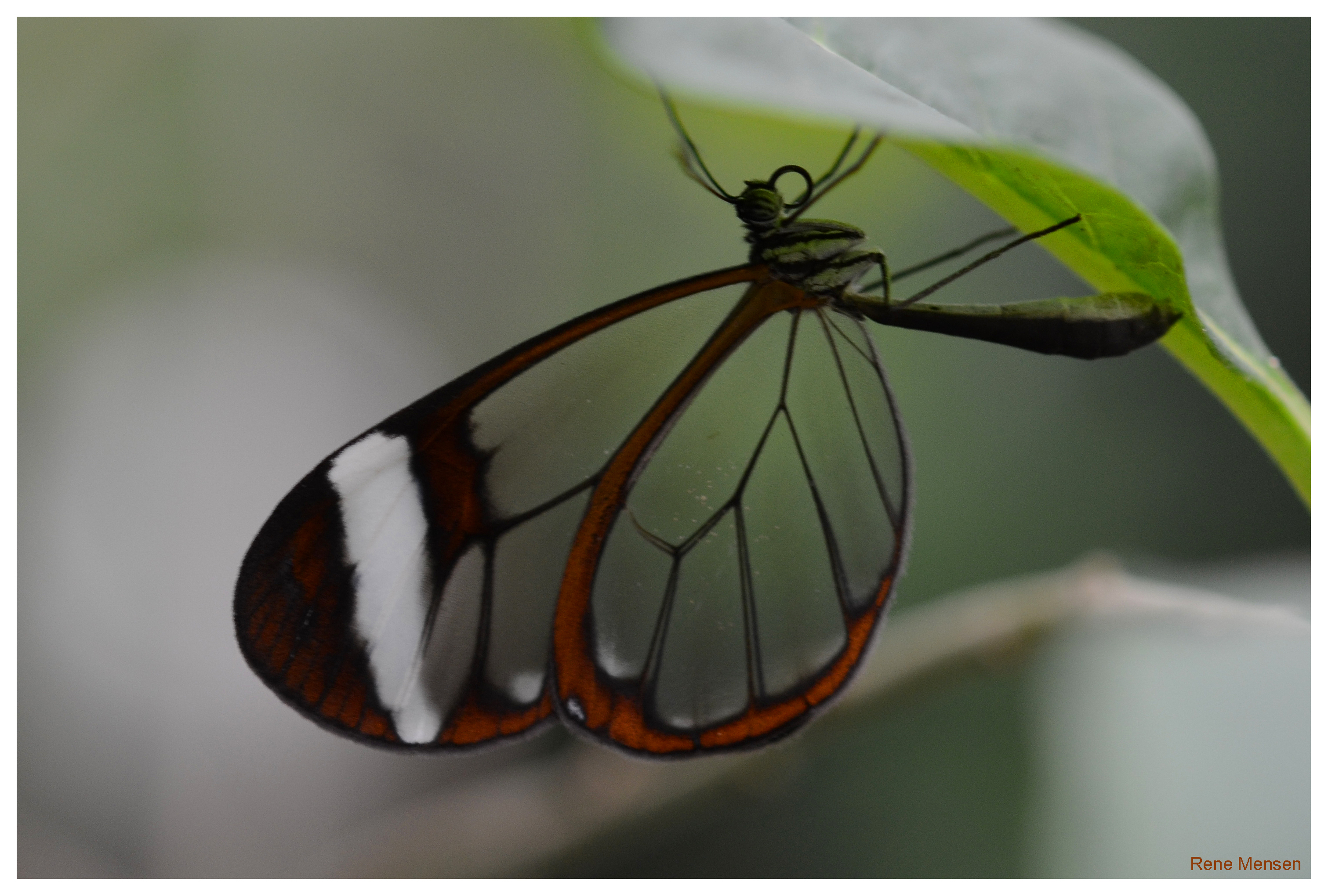
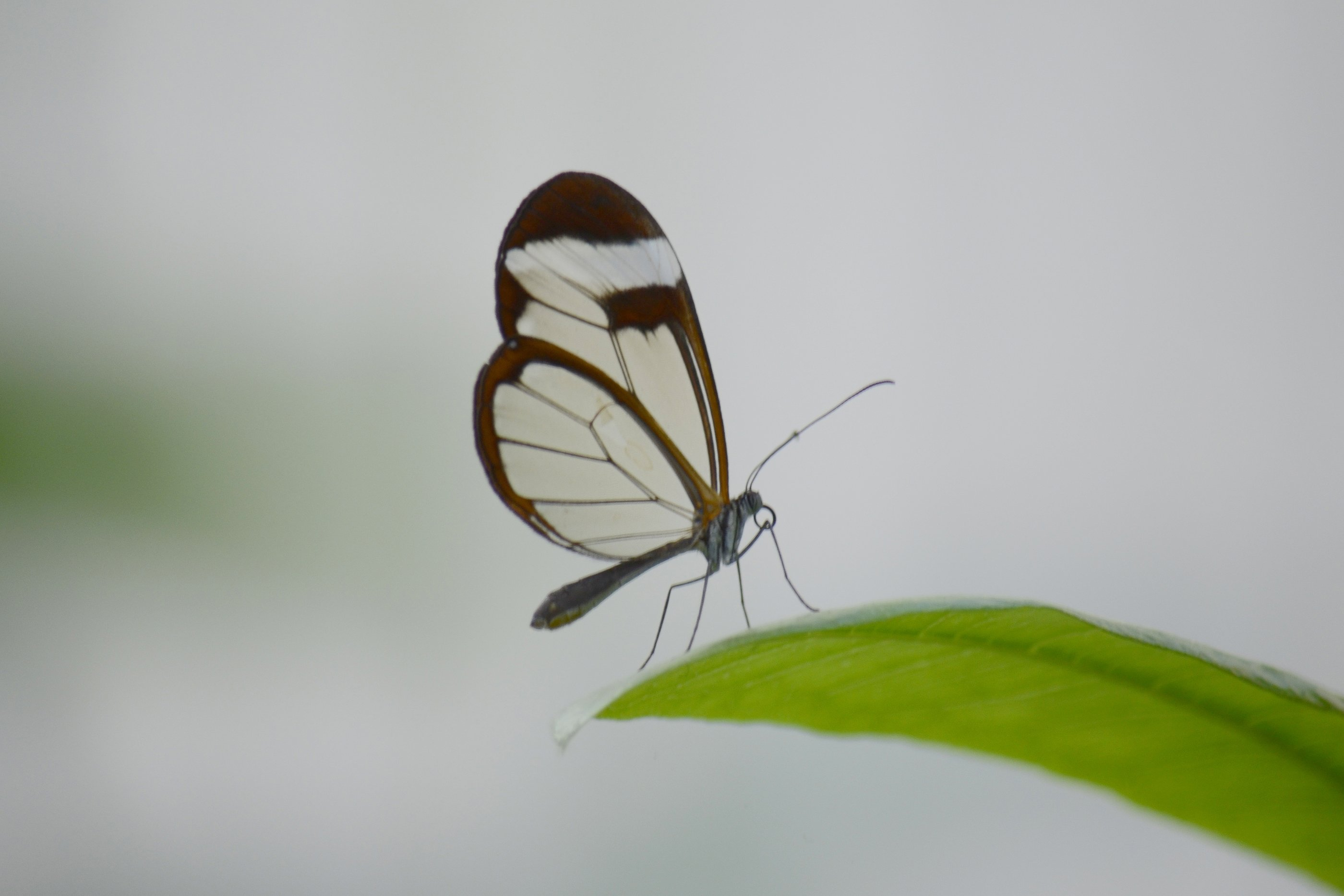
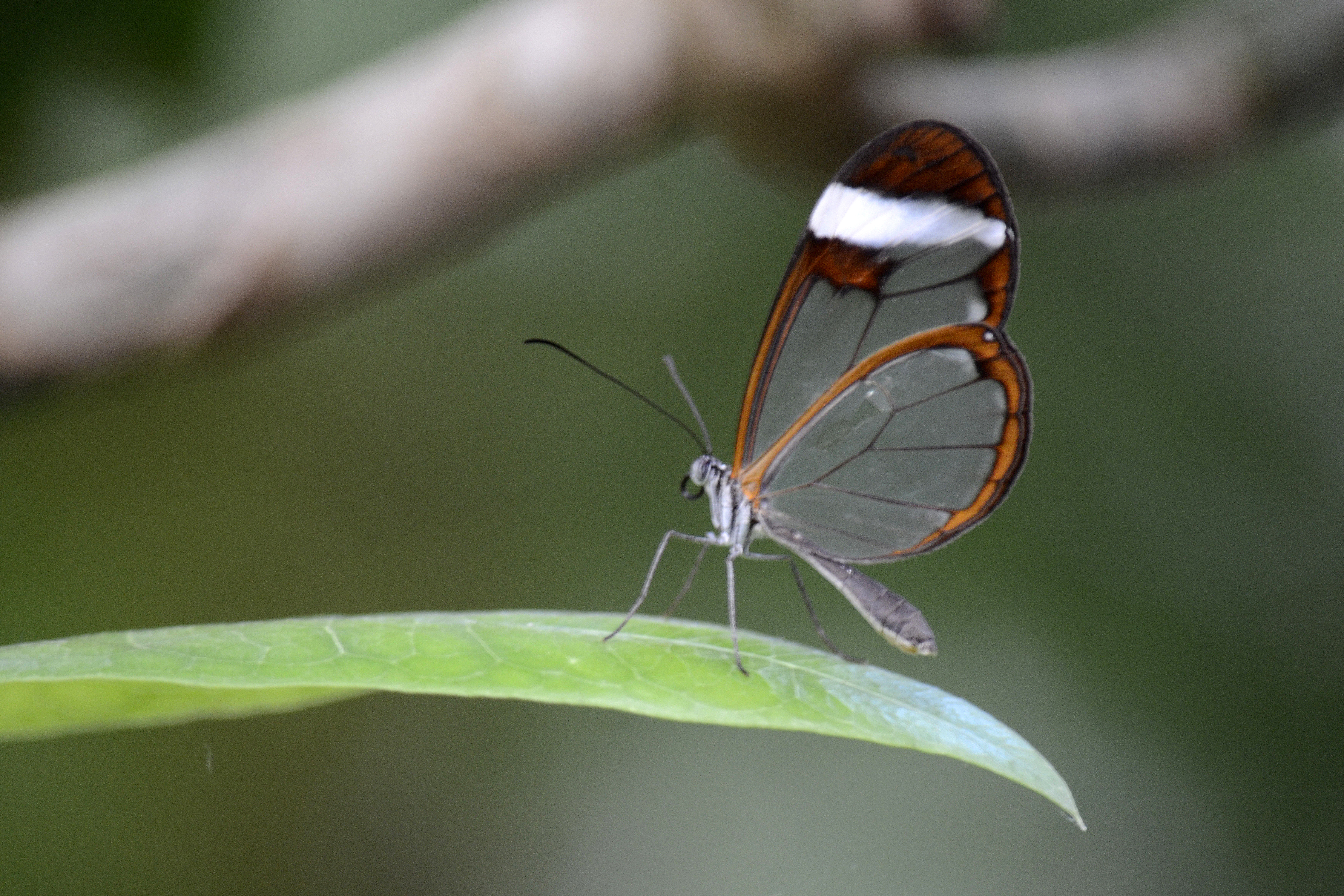